# Рада Белорусской Народной Республики
Рада Белорусской Народной Республики (бел. Рада Беларускай Народнай Рэспублікі, дословно — «Совет Белорусской Народной Республики») — высший государственный орган Белорусской Народной Республики (с 9 марта по 3 декабря 1918 года). С 1919 года Рада БНР в изгнании. Рада БНР — самое старое действующее «правительство в изгнании» и самое долгое в истории.

## Создание
Рада БНР изначально возникла как исполнительный орган Первого всебелорусского съезда. Съезд проходил в Минске в декабре 1917 года и собрал 1872 делегата со всех регионов Белоруссии, включая представителей общественно-политических организаций, земств, церквей. Работа съезда была насильственно прервана большевиками.
После оставления большевиками Минска Рада объявила себя высшей властью на территории Белоруссии. После подписания Брестского мира между Советской Россией и Германией Рада объявила о создании Белорусской Народной Республики в составе России, а затем объявила о независимости БНР.
Германия не дала официального признания БНР и препятствовала полноценной деятельности органов республики. Тем не менее, Рада БНР начала создавать на оккупированных Германией территориях свои структуры, вести работу по созданию белорусской армии и системы народного образования.
Рада БНР установила официальные контакты с несколькими странами, включая Финляндию, Украинскую Народную Республику, Чехословакию, страны Балтии, Турцию и другие. Белорусская Народная Республика открыла свои дипломатические представительства в соседних странах, которые признали её существование de facto. В их числе была и Латвия — у Белорусской Народной Республики было представительство в Риге. Белорусы при этом претендовали на часть территории Латвии, которые считали «этническими» — Двинск (Даугавпилс) и некоторые волости Двинского и Люцинского (Лудзенского) уездов. Правда, Белорусская Народная Республика не смогла усилиться в политической и военной сферах настолько, чтобы выдвинуть соседям территориальные претензии.
После отхода германских оккупационных войск с оккупированных ими территорий Белоруссии Рада переехала в продолжавшую оставаться в зоне германской оккупации столицу новообразованной Литовской Республики Вильну, Минск был занят Красной Армией. Поскольку Вильна после отхода и оттуда немецких войск стала ареной борьбы между поляками и Красной Армией, Рада перебралась в оккупированное немцами Гродно, в котором действовали государственные структуры Литовской республики. Рада выдвинула проект создания литовско-белорусского государства в границах прежнего Великого княжества Литовского, который был одобрен руководством Литвы. В ноябре 1918 г. между Литовской Тарибой и Белорусской радой было заключено соглашение, согласно которому Виленская и Гродненская губернии должны были войти в состав Литовской Республики. Было создано Министерство белорусских дел Литвы, а в Литовской Тарибе шесть мест было выделено для белорусских представителей. После отхода германских войск из Гродно город перешёл под польский контроль, а Рада, по согласованию с правительством Литвы, переехала во временную столицу Литвы Ковно.

## В изгнании

### 1919—1947 гг.
В 20-е годы Рада вела активные, но безуспешные переговоры со странами Запада и Лигой наций о признании БНР. Из-за разногласий с правительством Литовской Республики по поводу статуса Виленского края, Рада переехала из Ковно в Прагу.
После образования БССР ряд членов Рады БНР сложили полномочия и вернулись в советскую Белоруссию. Большинство из них были впоследствии казнены в ходе сталинского террора 30-х годов. При ключевой финансовой и скрытой административной поддержке со стороны Секретариата ЦК КП(б)Б под гарантии выполнения политически выгодного требования и под контролем советника по белорусским делам при варшавском полпредстве Александра Ульянова с 14 по 15 октября 1925 года в Берлине состоялась Вторая Всебелорусская конференция. На ней правительство БНР во главе с Александром Цвикевичем, несмотря на отсутствие законного права принимать в обход Рады БНР такого рода решения, передало свои полномочия правительству БССР, признала Минск единственным культурным и политическим центром, на который должно ориентироваться белорусское движение за рубежом и приняла решение о самороспуске. Все подписи под итоговым протоколом конференции кроме подписи самого Александра Цвикевича не имели должной и ожидаемой юридической силы, так как функционеры их поставившие ещё перед поездкой на конференцию как раз на подобный провокационный случай добровольно подали председателю Рады БНР заявления о своей отставке. Президиум Рады БНР, верховного органа государственной власти республики, в лице действующего председателя Петра Кречевского и его заместителя Василия Захарко решения правительства не признал и осудил этот акт как «предательство независимости Белоруссии». Однако, несмотря на это, несколько членов Президиума, а также рядовых членов, Рады БНР также переехали в БССР. Почти все они впоследствии были репрессированы. Вскоре после конференции на секретном заседании бюро ЦК КП(б)Б было принято постановление о том, что Александр Ульянов «целиком и полностью» выполнил порученные задания, Александру Цвикевичу и Александру Головинскому выражена «поддержка» в размере 430 долларов США каждому.
Анализируя в рамках конференции, посвященной 100-летию провозглашения БНР, последующий за самороспуском правительства ход событий историк Игорь Марзалюк позволил себе заявить, что после 1925 года Василий Захарко объявил себя президентом самовольно и что, по сути, во всём этом нет ничего действительно значимого, потому как «Белорусская Рада» являлась общественной организацией. Такое общество действительно было создано в Праге в 1923 году, но руководил им не Василий Захарко, а Леонард Заяц, и было оно создано по своей сути в целях легализации и как ширма для продолжения деятельности переехавшей туда из Ковно Рады БНР, действующим председателем которой продолжал являться Петр Кречевский вплоть до своей смерти в 1928 году. После этого исполнять полномочия председателя продолжил его заместитель Василий Захарко, к нему официально перешли государственная печать и архив БНР. Однако в целом, в 30-е годы действительно наблюдается затухание активности Рады БНР.
Приход к власти в Германии национал-социалистов породил среди части белорусской эмиграции надежды на плодотворное сотрудничество с ними. Третий президент БНР Василий Захарко в 1939 году написал подробный доклад о политическом, экономическом и культурном положении Белоруссии, а также обратился с меморандумом к Гитлеру с заверениями поддержки. Исследователь истории БНР Сергей Шупа объясняет меморандум следующим образом:
Фактически, это было обращение к новым административным властям - немцам (которые в марте 1939 оккупировали Чехословакию и вошли в Прагу) с просьбой разрешить учреждение культурно-просветительских организаций в Праге, Берлине и Варшаве. Большинство содержания меморандума занимает аргументация о том, что белорусы - отличающийся и отдельный от русских народ. Господина Давыдько кто-то ввел в заблуждение. Никаких «призывов к Гитлеру о поддержке» в меморандуме нет. Есть только «просьба позволить создать».
Историк Андрей Николаевич Чернякевич утверждает что Советский Союз в том же 1939 г. заключает официальное соглашение с Германией и что если говорить о моральной стороне, то наверняка Захарко не сделал ничего такого, чего не сделали большевики. Когда стало ясно, что немцы не готовы к созданию белорусского правительства, а белорусам отведено место исполнителей приказов немецкого руководства, Василий Захарко прекратил сотрудничество с немцами и стал резко критиковать их в своих статьях. Рада БНР не признала законной Белорусскую центральную раду во главе с Радославом Островским, а также Второй Всебелорусский конгресс.
В 1941 году Захарко и другие члены Рады БНР помогли семье Вольфсонов получить документ, который мог подтвердить, что они православные белорусы, хотя всем было известно, что они евреи. Благодаря этому Аркадий Вольфсон пережил войну.
Во время войны Захарка оставался в Праге, а перед смертью в 1943 году передал полномочия Николаю Абрамчику, который в это время редактировал в Берлине белорусскую газету «Раніца», пропагандировавшую сотрудничество белорусов с немцами. В конце 1943 года Абрамчик вернулся в оккупированный немцами Париж. Многолетний друг и соратник Абрамчика Леонид Рыдлевский в своих воспоминаниях утверждает, что Николай вынужден был покинуть Францию, попав на глаза гестаповцам.

### После войны
Опасаясь наступления советских войск в 1945 г. Рада переехала из Праги в западную часть Германии, которую впоследствии заняли британские и американские войска.
В феврале 1948 г. Рада приняла заявление о возобновлении своей активной деятельности. В апреле 1948 года Рада провела конференцию в г. Остерхофен, Бавария, где в её ряды были приняты новые члены из числа бежавших в конце войны из Белоруссии от наступающих советских войск.
После Второй мировой войны конкурентом правительства БНР в изгнании была Белорусская центральная рада, сформированная Радославом Островским в 1943 году и продолжавшая существовать в эмиграции. В отличие от БЦР, почти целиком состоявшей из коллаборационистов, в правительство БНР входили как бывшие коллаборационисты (напр., Иосиф Сажич, Борис Рогуля), так и те, кто воевал против гитлеровской Германии (напр., Винцент Жук-Гришкевич, Леонид Рыдлевский, Пётр Сыч).
После войны Рада БНР начала активно действовать в Северной Америке, установила контакты с правительствами стран Запада и активно занималась просветительской деятельностью, направленной на признание Белоруссии в качестве самостоятельной страны. Совместно с другими эмигрантскими антисоветскими организациями, включая правительства в изгнании Украины и стран Балтии, Рада протестовала против нарушений прав человека в СССР.
В 50-е гг. при активном участии руководства Рады БНР, в частности, президента Н. Абрамчика и будущего президента В. Жука-Гришкевича была создана белорусская служба Радио «Свобода».
При аресте в 1952 году заброшенного в Белоруссию при содействии ЦРУ Ивана Филистовича, у него было обнаружено удостоверение представителя правительства БНР, подписанное Н. Абрамчиком.
Члены Рады организовали благотворительную помощь Белоруссии после Чернобыльской катастрофы в 1986 году.

### После распада СССР
После распада СССР в 1990—1991 годах, аналогичные правительства в изгнании соседних с Беларусью стран (Эстонии, Польши, Украины и пр.) передали свои мандаты посткоммунистическим правительствам.
Белорусский народный фронт, основное демократическое движение Белоруссии конца 80-х — начала 90-х гг., также выступал за объявление независимости в форме восстановления Белорусской Народной Республики. В 1991 г. Верховный Совет Республики Беларусь принял символы БНР (герб «Погоня» и бело-красно-белый флаг) в качестве государственных символов.
В 1993 г. в Минске на официальном уровне праздновалось 75-летие провозглашения Белорусской Народной Республики. В праздничных мероприятиях участвовали члены Рады БНР и высшее руководство Республики Беларусь. Заявлялось, что Рада БНР готова передать свой мандат парламенту Республики Беларусь, который будет избран на демократических выборах. Верховный Совет XII созыва, белорусский парламент на тот момент, был сформирован во время «советской оккупации» и поэтому, по мнению членов Рады, ещё не мог считаться демократически избранным.

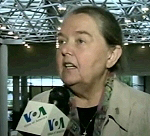
Ивонка Сурвилла, нынешний председатель Рады БНР

Передача Радой БНР своих полномочий была отложена на неопределённый срок после того, как парламентские выборы 1995 года не были признаны свободными и справедливыми со стороны международных наблюдателей, а также после того, как президент Александр Лукашенко, по мнению членов Рады, установил в стране авторитарный режим, вернул советские государственные символы и отменил статус белорусского языка как единственного государственного.
Сегодня Рада БНР продолжает свою работу в странах, где у неё есть представители (США, Канада, Великобритания, Эстония и др.). Руководство Рады регулярно проводит встречи с западными полиси-мейкерами, выступает с официальными заявлениями, критикующими нарушения прав человека и русификацию в Беларуси. Рада стала центром консолидации для ряда видных политических беженцев из Беларуси.
С конца 80-х гг. 25 марта, годовщина провозглашения независимости Белорусской Народной Республики, широко празднуется белорусской оппозицией в качестве «Дня воли» (бел. Дзень волі). Празднование традиционно сопровождается массовыми демонстрациями в Минске и мероприятиями, проводимыми организациями белорусской диаспоры, поддерживающими Раду БНР.
В 2005 году выпустила резолюцию, в которой обвинила А. Лукашенко в проведении повальной русификации страны и осудила внешнюю политику России по отношению к Беларуси.
В 2020 году во время крупных акций протестов по всей Беларуси после скандальных выборов президента страны Рада БНР поддерживала протестующих и различные организации, освещающие протесты в своих различных аккаунтах в социальных сетях. Также на сайте Рады её председатель — Ивонка Сурвилла сделала официальное обращение к гражданам Беларуси в поддержку протестующих.
В июне 2023 года стало известно, что белорусский КГБ объявил Раду экстремистским формированием.

## Структура и функции
Изначально Рада носила характер временного представительного органа, который должен был исполнять свои функции до созыва Учредительного собрания Белоруссии (Учредительного сейма). Из числа своих членов Рада формировала временное правительство Белоруссии.
Сегодня Рада рассматривает себя в качестве носителя символического мандата и гаранта независимости Беларуси. Конечной целью существования Рады является передача полномочий демократически избранному белорусскому парламенту при условиях отсутствия угрозы независимости страны.
Рада возглавляется Председателем Рады БНР и Президиумом, состоящим из 15 членов. Члены Рады принимаются из числа представителей белорусской диаспоры путём кооптации по рекомендации действующих членов.
В составе Рады действует несколько секретариатов по соответствующим направлениям работы:
- Секретариат по внешним связям;
- Секретариат по внутренним делам;
- Секретариат информации;
- Секретариат образования;

и другие.
Деятельность Рады БНР регламентируется Временной Конституцией Белорусской Народной Республики и Статутом (Уставом) Рады БНР.

## Председатели Рады БНР
| Портрет | Имя                   | Дата рождения   | Дата смерти          | Начало правления | Окончание правления |
| ------- | --------------------- | --------------- | -------------------- | ---------------- | ------------------- |
|         | Ян Середа             | 1 мая 1879      | после 19 ноября 1943 | 9 марта 1918     | 14 мая 1918         |
|         | Язеп Лёсик            | 6 ноября 1883   | 1 апреля 1940        | 14 мая 1918      | 13 декабря 1919     |
|         | Пётр Кречевский       | 7 августа 1879  | 8 марта 1928         | 13 декабря 1919  | 8 марта 1928        |
|         | Василий Захарко       | 1 апреля 1877   | 14 марта 1943        | 8 марта 1928     | 6 марта 1943        |
|         | Николай Абрамчик      | 16 августа 1903 | 29 мая 1970          | 6 марта 1943     | 29 мая 1970         |
|         | Винцент Жук-Гришкевич | 10 февраля 1903 | 14 февраля 1989      | 29 мая 1970      | 27 ноября 1982      |
|         | Иосиф Сажич           | 5 сентября 1917 | 19 ноября 2007       | 27 ноября 1982   | 31 августа 1997     |
|         | Ивонка Сурвилла       | 11 апреля 1936  |                      | 31 августа 1997  |                     |

## Нынешний Президиум
Президиум состоит из следующих лиц:
- Ивонка Сурвилла — председатель
- Сергей Наумчик, бывший член Верховного Совета Белоруссии и Белорусского народного фронта — первый заместитель председателя
- Вячеслав Станкевич, Белорусско-американское объединение — заместитель председателя
- Николай Пачкаев, Ассоциация белорусов в Великобритании — бывший активист Белорусского народного фронта и Молодого фронта[27] — Заместитель председателя
- Алесь Чайчыц — секретарь информации
- Ала Кузьмицкая — протокольный секретарь
- Доктор Ала Орса-Романо, президент Фонда Орса Романо[28] — секретарь образования
- Валентина Тригубович — архивист
- Вячеслав Бортник — в 2015—2017 зампредседателя Белорусско-американского объединения
- Алесь Кот
- Александр Старикевич
- Павел Шевцов, Ассоциация белорусов в Великобритании
- Сергей Пяткевич, Ассоциация белорусов в Великобритании
- Ганна Сурмач — в 2011—2017 председатель Белорусско-американского объединения

## Известные члены Рады

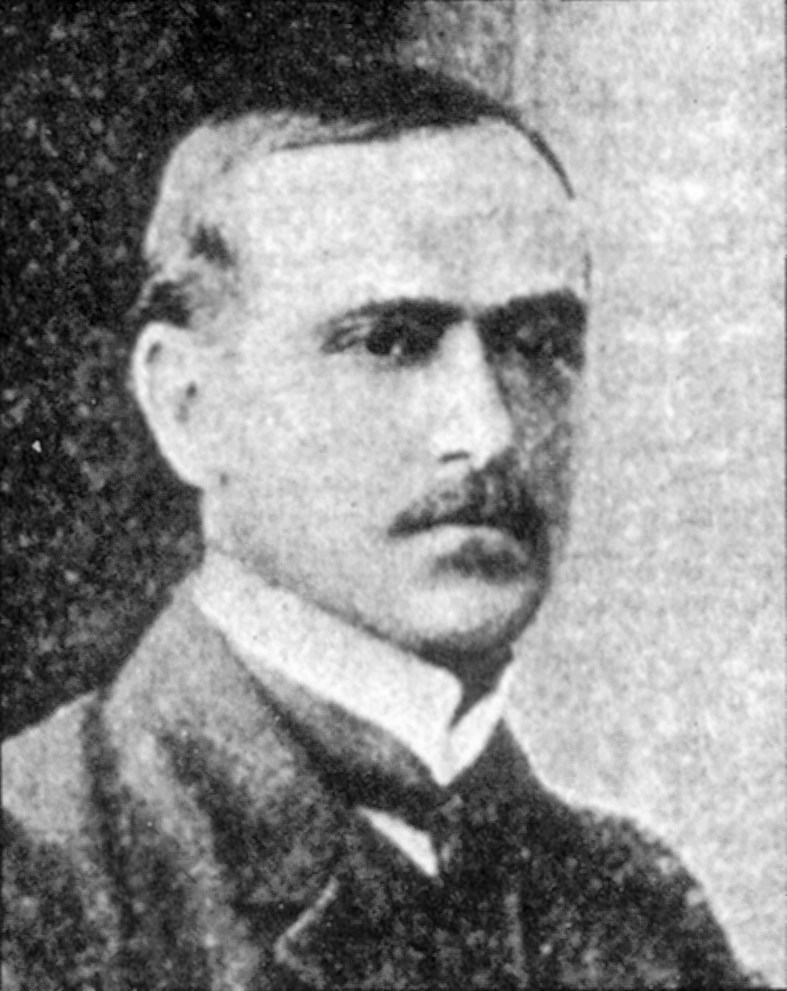
Роман Скирмунт
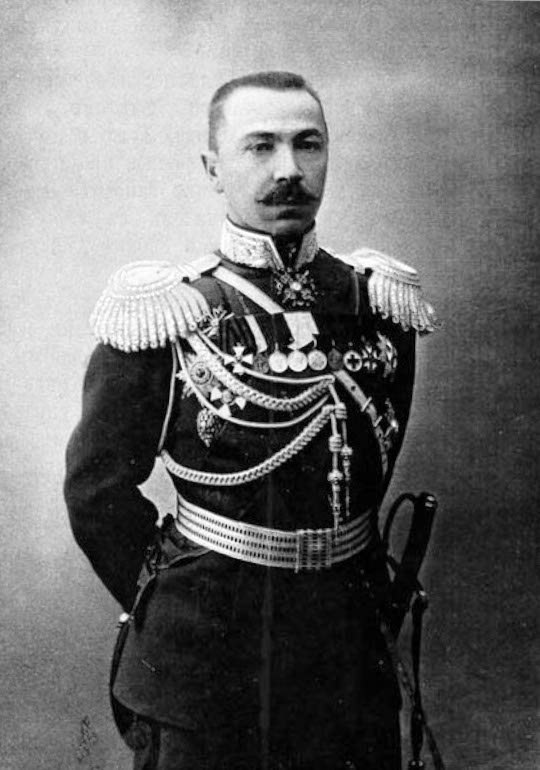
генерал Киприан Кондратович
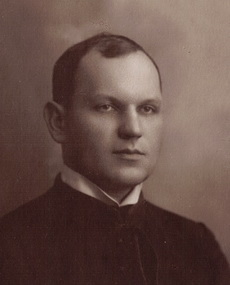
Винцент Годлевский
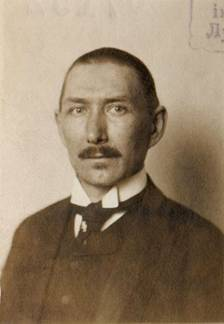
Иван Луцкевич
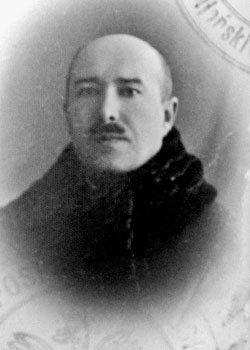
Антон Луцкевич
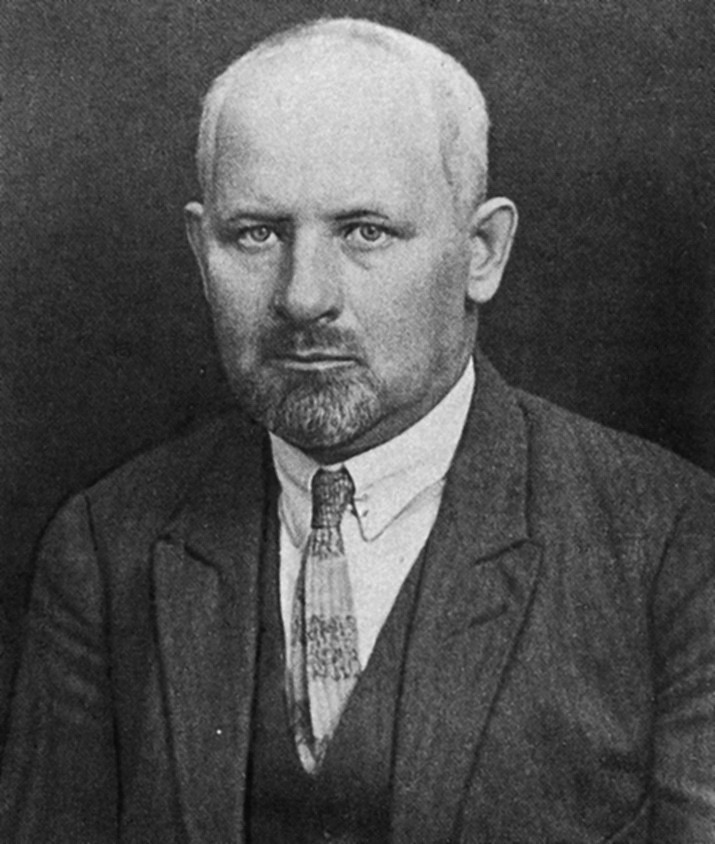
Вацлав Ластовский
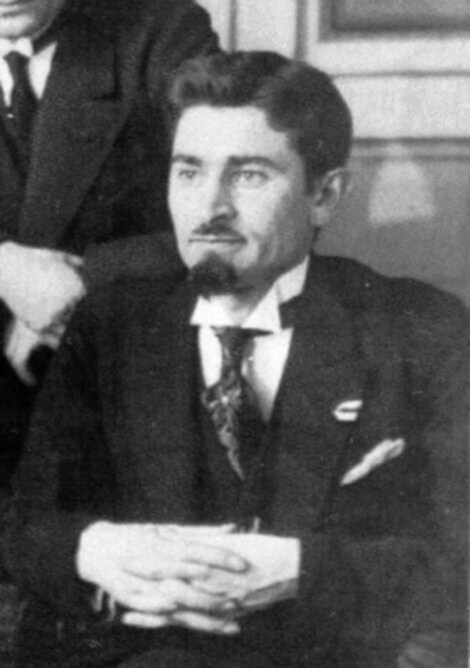
Леонард Заяц
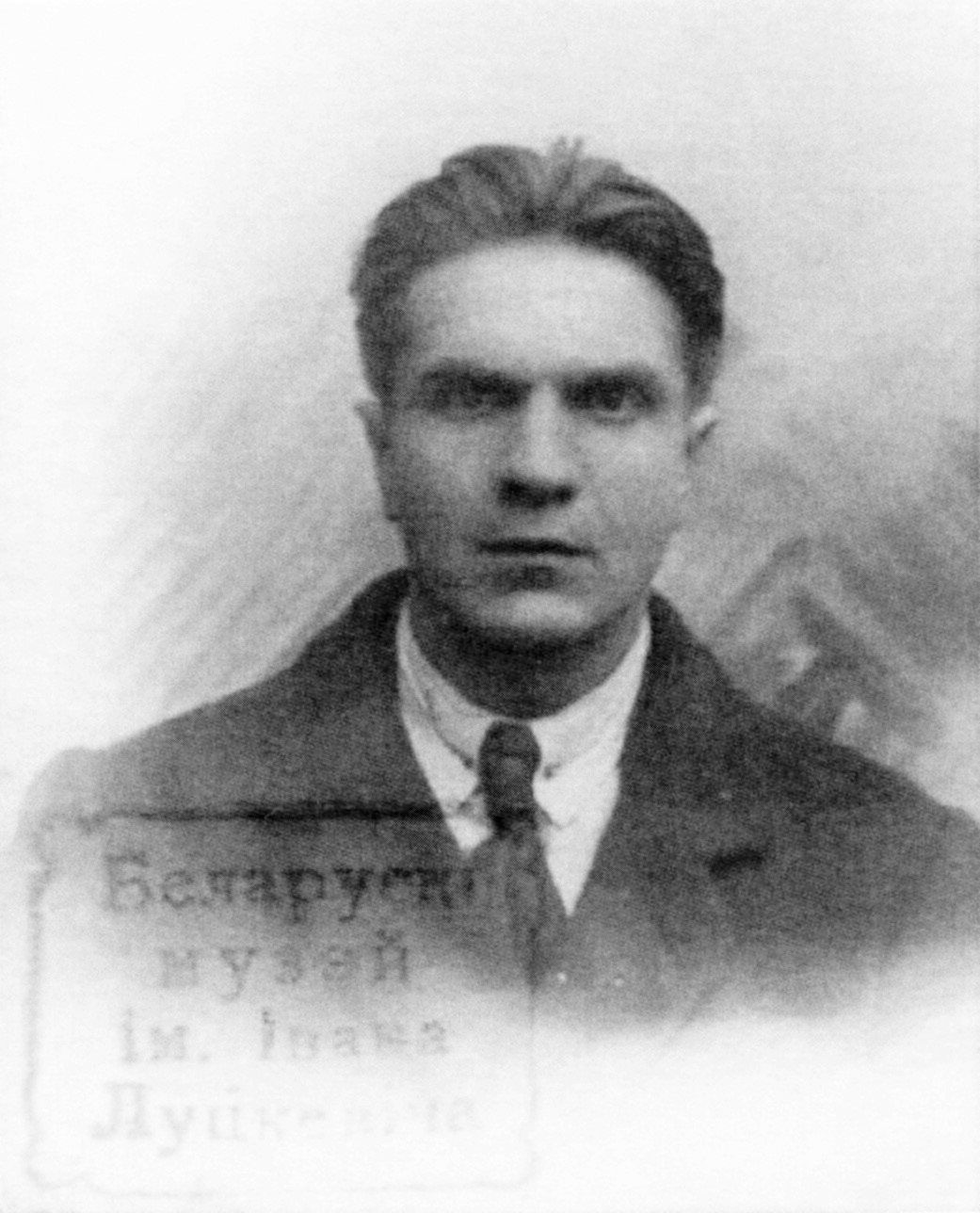
Иосиф Мамонько
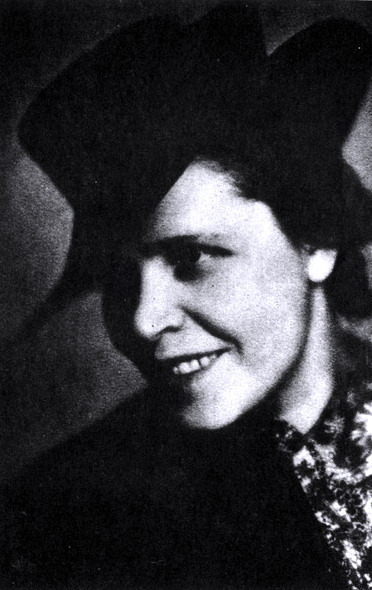
Лариса Гениюш
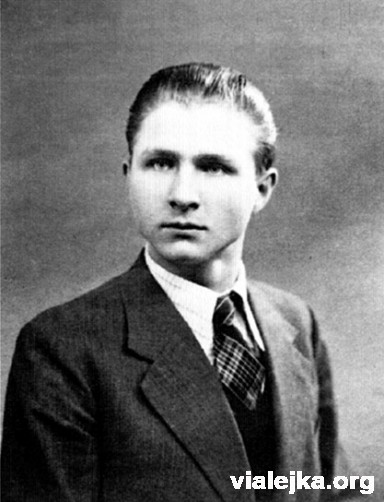
Иван Филистович
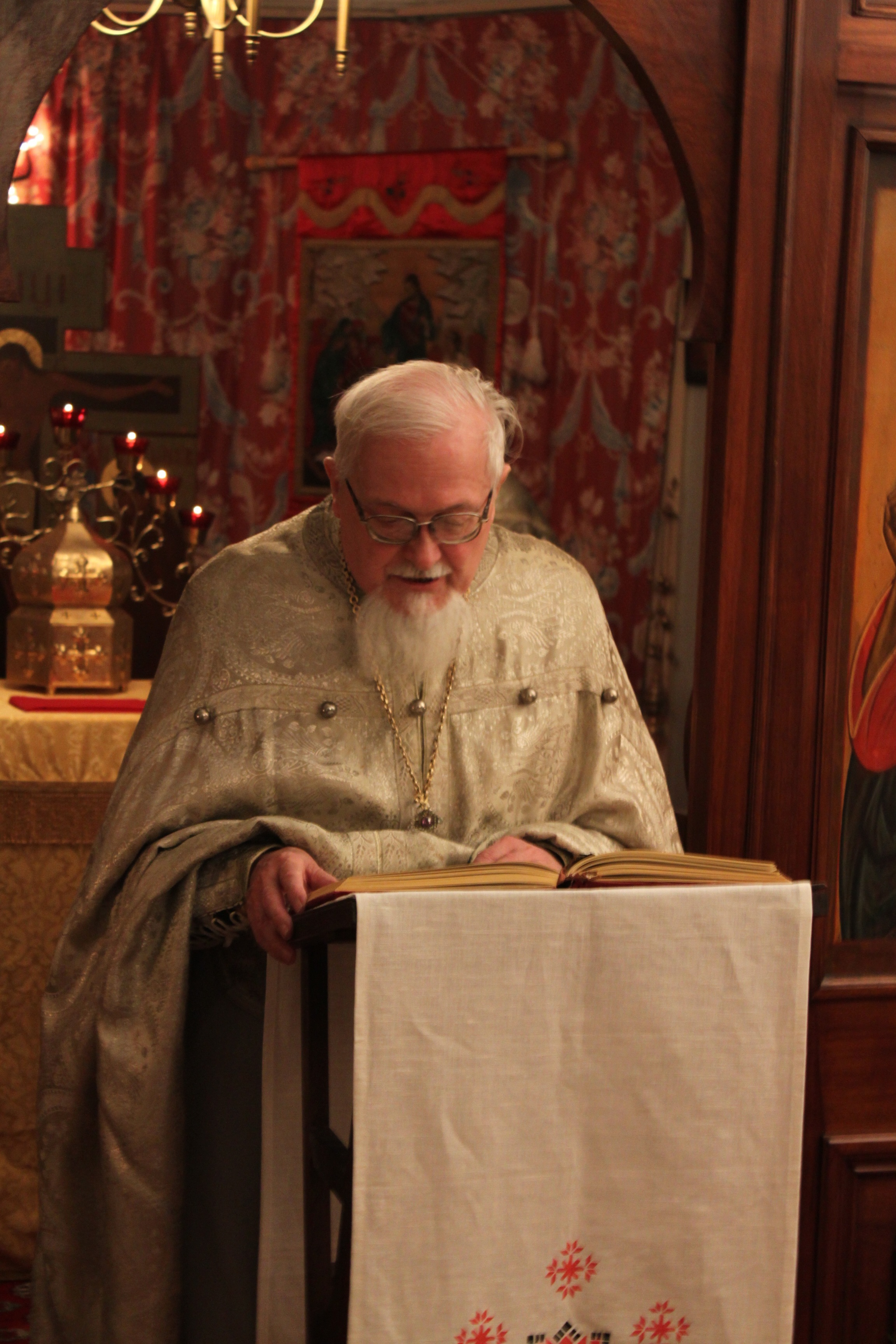
о. Александр Надсон